# Passaporte andino
O Passaporte Andino é o passaporte comum dos países sul-americanos membros da Comunidade Andina. Com este documento, os cidadãos do Equador, Peru e Venezuela podem ingressar aos diferentes países sem necessidade de visto. Bolívia aderiu em 2006.

## Criação
Foi criado por médio da Decisión 504 em junho de 2001. A Decisión 504 dispõe que sua expedição se baseie em um modelo uniforme que contenha características mínimas harmonizadas em quanto a nomenclatura e a elementos de segurança baseadas nas recomendações da Organização de Aviação Civil Internacional (OACI). Inicialmente os estados membros da Comunidade Andina decidiram incluir nos novos passaportes andinos, o nome oficial do bloco em espanhol a partir de Janeiro de 2005, sendo ainda que os passaportes expedidos anteriormente seguirão sendo válidos até sua expiração. Posteriormente, mediante a Decisión 625 a entidade concordou atrasar esta regra até 31 de Dezembro de 2006.
O documento é atualmente expedido pelo Equador, Peru, Bolívia.

## Características
- Formato padronizado com bordas arredondadas de 88 mm por 125 mm.
- A capa e a contra-capa do documento são na cor "bordô".
- As palavras são escritas em dourado.
- A parte superior da capa contem as palavras "COMUNIDAD ANDINA", que fica centralizada e impressa em letras de maiores dimensões, acima do escudo nacional do País Membro emissor e seu  nome oficial.
- Adicionalmente, a capa contem, na parte inferior, a denominação "PASAPORTE", tanto em espanhol como em inglês.

## Galeria de passaportes andinos

Passaporte boliviano
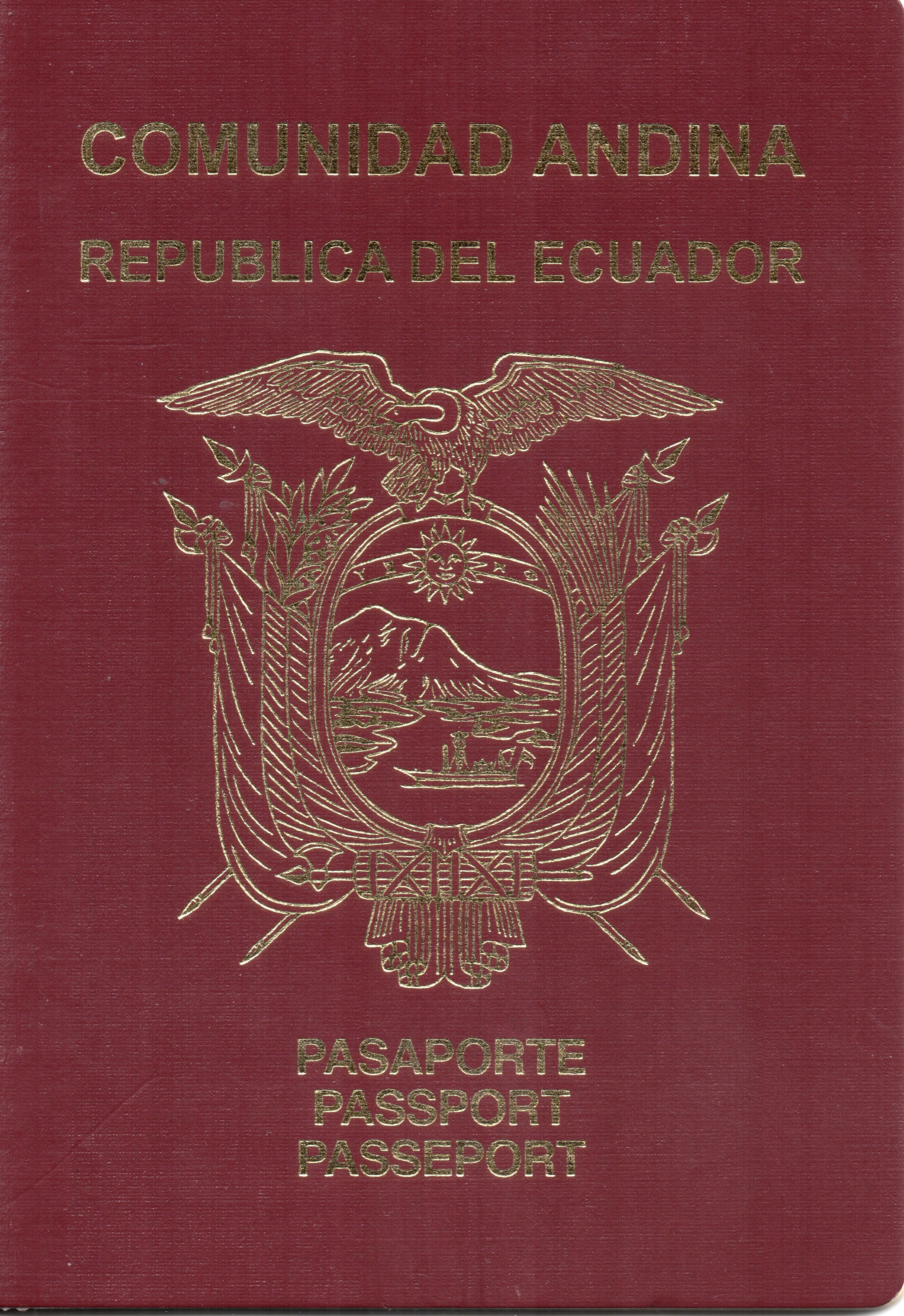
Passaporte equatoriano